# Ꚉ
Ꚉ, ꚉ е буква от кирилицата, част от старата осетинска и абхазка азбука. Въведена е от Андрей Шьогрен през 1844 година, който съставя първата осетинска азбука на основата на кирилицата Обозначава звучната венечна преградно-проходна съгласна /ʣ/ ([дз]). Предсталвява лигатура между кирилските бувки Д и З. През 1862 година Пьотър Услар издава своята монография „Абхазский язык“, в която въвежда буквата Ӡ за обозначване на звука /ʣ/. През 1887 година при препечатването на монографията на Услар типографът М. Завадский я изхвърля, като заимства буквата на Шьогрен. По-късно буквата в печатния ѝ вариант се връща в първоначалната си ръкописна форма, създадена от езиковеда Услар, и е част от съвременната абхазка азбука, където се изобразявата така Ӡ. В съвременната осетинска азбука звукът /ʣ/ се предава чрез диграфа ДЗ.